# Cyrtosia pallipes
Cyrtosia pallipes är en tvåvingeart som beskrevs av Costa 1885. Cyrtosia pallipes ingår i släktet Cyrtosia och familjen svävflugor. Inga underarter finns listade i Catalogue of Life.